# La Chimba (Antofagasta)
La Chimba es un sector icónico industrial ubicado a 12 km al norte de la ciudad portuaria de Antofagasta, ocupa los cuadrantes 14, 15 y 16 de esta misma y esta dentro de la Región homónima y a su vez a unos 1347 km de Santiago de Chile. Es orillado por el Océano Pacífico y es accesible solo por la Ruta 1 o localmente denominada como la Avenida Edmundo Pérez Zujovic, o la Avenida Pedro Aguirre Cerda.
En el Censo de 2017 el distrito censal La Chimba alcanzó un total de 78.942 habitantes, estos repartidos en 26.065 viviendas según el Instituto Nacional de Estadísticas.
Antiguamente contaba con un aeródromo propio, solo que fue cerrado en 2001 y ocupado para proyectos inmobiliarios.

## Geografía

### Reserva nacional La Chimba
Para más información véase: Reserva nacional La Chimba
La Reserva nacional La Chimba es una reserva natural ubicada a 34 km del sector y es una de las 52 que existen en la actualidad, fue creada en 1988 por el Ministerio de Agricultura.

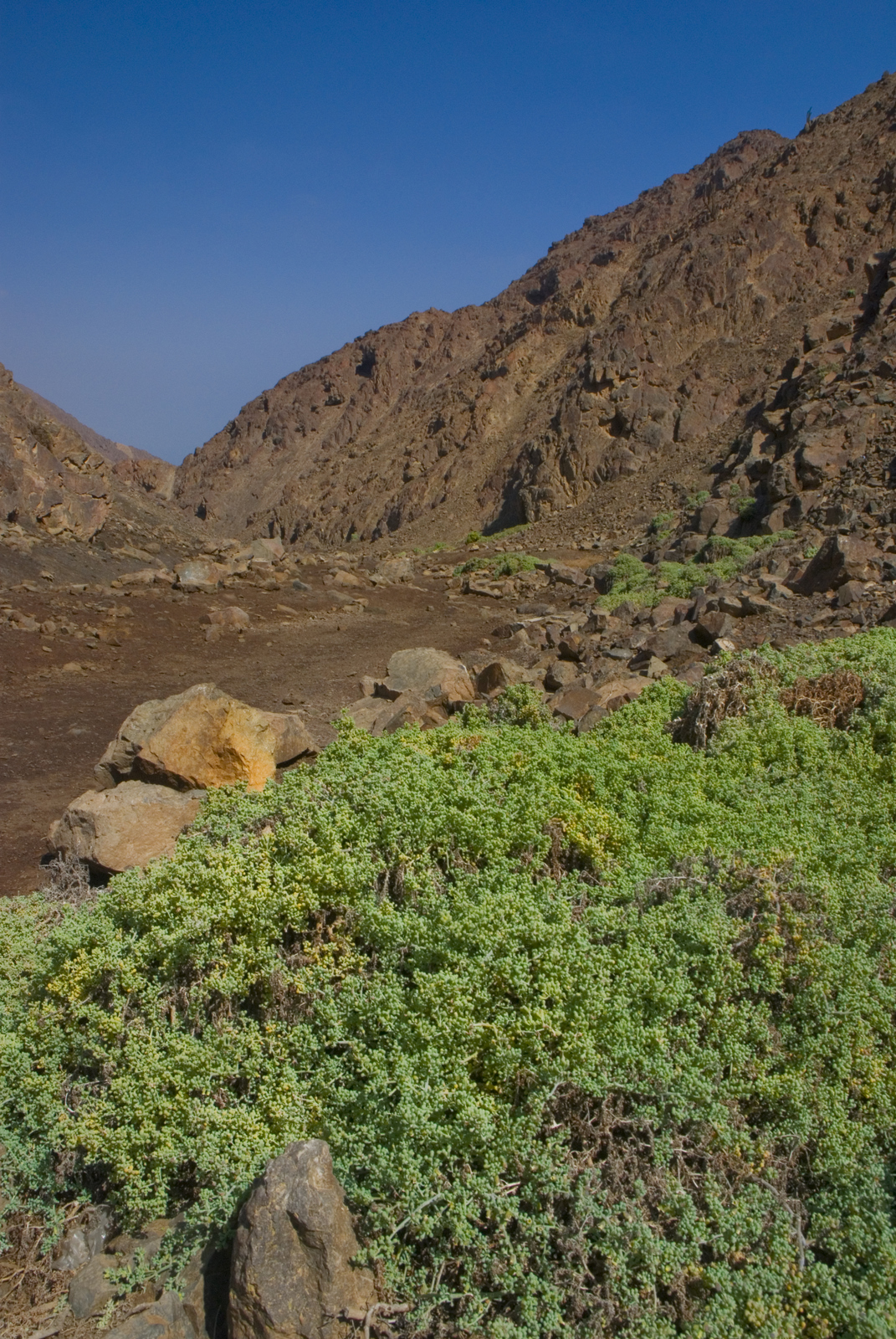
Quebrada La Chimba: una de las quebradas que se ubican dentro de la reserva nacional La Chimba

### Aluvión
Para más información véase: Aluvión de Antofagasta 1991
En el 18 de junio de 1991 ocurre uno de los peores desastres de Antofagasta, cual golpeó fuertemente al sector costero de La Chimba, esto debido a la crecida de la cuenca homónima por el aluvión.